# 小河湾遗址
35°47′53″N 106°32′16″E / 35.79797°N 106.53778°E
小河湾遗址，位于宁夏回族自治区固原市彭阳县新集乡下马洼村下马洼组，是中华人民共和国宁夏回族自治区文物保护单位之一。
2010年12月6日，授予宁夏回族自治区文物保护单位，是一座古遗址。